# Нас двоє
«Нас двоє» — пісня українського рок-гурту O.Torvald, що увійшла до альбому «В тобі». Як сингл була видана на початку 2011 року. До пісні було відзнято відеокліп.

## Відеокліп
Офіційно відео було представлено на каналі YouTube 19 березня 2011 року та відзняте компанією «FDR Media Service». Режисер, оператор — Дмитро Яшенков, продюсер — Ірма Яшенкова. На відео показано учасників гурту O.Torvald, що грають на дорозі коло поля. Основну увагу приділено історії Євгена Галича та його дівчини (нею у кліпі виступила Валерія Галич). Кадри стосунків Євгена та Валерії переплітаються з відео, коли Євген йде за Валерією по-дорозі, але вона постійно віддаляється. Також на відео показано різні пори року (такі як осінь, літо та зима). Наприкінці відео Валерія та Євген зустрічаються, але Євгена збиває автомобіль (використано функцію хромакей).